# Debut (辻井伸行のアルバム)
『debut』（デビュー）は、日本のピアニスト辻井伸行の1枚目のアルバムである。2007年10月24日発売。発売元はavex-CLASSICS。

## 概要
- DISC1にはショパン・リスト・ラヴェルの曲、DISC2には自身が作曲したオリジナル曲が収録されている。
- ヴァン・クライバーン国際ピアノコンクール優勝後、売上が急上昇。2009年6月29日付のオリコンウィークリーチャートで2位を記録した。また、1991年8月19日付の西村由紀江のアルバム『101回目のプロポーズ』の最高位3位を17年10か月ぶりに上回り、ピアニストの歴代最高位を更新した。

## 収録曲

### DISC1
1. 子守歌 変ニ長調 作品57 (4:46)
2. スケルツォ 第2番 変ロ短調 作品31 (9:12)
3. ポロネーズ 第6番 変イ長調 作品53《英雄》 (6:20)
以上 作曲：フレデリック・ショパン
4. 愛の夢 第3番 (4:07)
5. メフィスト・ワルツ 第1番 (11:07)
6. ハンガリー狂詩曲 第2番 嬰ハ短調 (9:53)
以上 作曲：フランツ・リスト
7. 亡き王女のためのパヴァーヌ (5:51)
8. 水の戯れ (5:20)
以上 作曲：モーリス・ラヴェル

### DISC2
1. ロックフェラーの天使の羽 (2:26)
2. 川のささやき (4:51)
3. 花水木の咲く頃 (3:29)
4. セーヌ川のロンド (2:29)
5. 高尾山の風 (5:08)
以上 作曲：辻井伸行